# Kirchberg
Kirchberg je mjesto koje se nalazi u njemačkom kotaru Rhein-Hunsrück-Kreis, unutar savezne pokrajine Porajnje-Falačka. Mjesto je poznato po tome što je 10 km istočno od njega smještena međunarodna zračna luka Frankfurt-Hahn.

## Povijest
Arheološki nalazi jasno pokazuju da je na području današnjeg Kirchberga 400 g. pr. Kr. živjelo pleme Treveri koji su bili mješavina Kelta i starih Germana te je po njima grad Trier dobio latinski naziv Augusta Treverorum.
Prema fotografijama snimljenim iz zraka, jasno je vidljivo da se Kirchberg razvijao u fazama. U središtu Denzena na sjeveroistoku su bili počeci pred-rimskih naselja a na rubnom istoku grada je bila vojna baza smještena na rimskom putu koji je vodio od Triera do Bingen am Rheina i Mainza. Taj put je danas poznat kao Via Ausonia ili Ausoniusstraße a Rimljani su ga izgradili u 1. st. pr. Kr.
Tijekom 5. stoljeća to područje je postalo krunskim posjedom franačkih kraljeva. Od rimskog naselja Vicus Dumnissus je nastalo novo naselje dok je u 7. stoljeću izgrađena prva crkva. Naselje je dobilo novo ime Chiriperg koje je kroz moderno razdoblje promijenjeno u Kirchberg. 
Tijekom srednjeg vijeka središte grada je bilo opasano zidinama s kulama i gradskim vratima.
10. veljače 1928. dolazi do spajanja susjednih sela na istoku (uključujući i Denzen) s gradom Kirchbergom unatoč otporu seljana. Od 1946. godine grad je dio novoosnovane savezne pokrajine Porajnje-Falačka.

## Zemljopis
Kirchberg se danas prostire na površini od 18,05 km2 od čega je 50% dano na poljoprivredno korištenje, 30% je šumovito, na 18% su izgrađeni objekti dok je preostalih 2% posvećeno drugim svrhama.

## Religija
Religija se na ovom području odlučivala na temelju vjerskih uvjerenja koje su nametnuli gospodari ili vojne vlasti. Tako su se ondje smjenjivali luteranizam i kalvinizam dok je 1625. godine tijekom španjolske okupacije nametnut katolicizam kao službena vjera. To je trajalo neko vrijeme dok pod švedskim utjecajem nije ponovo uveden kalvinizam.
U razdoblju od 18. do 20. stoljeća ondje su živjeli i Židovi koji su imali vlastitu religijsku zajednicu te malu sinagogu, vjersku školu i vlastito groblje koje je očuvano i danas.
Danas među mještanima Kirchberga prevladavaju evangelisti i katolici koji su nekad zajednički dijelili župnu crkvu sv. Mihovila. Naime, evangelisti su 15. lipnja 1965. prodali svoju polovicu udjela u crkvi katolicima čime su si omugućili financijska sredstva za gradnju vlastite crkve Mira.

## Politika
Kirchbergom se upravlja putem gradskog vijeća koje se sastoji od 20 članova dok vijećem predsjedava gradonačelnik. Prema lokalnim izborima koji su se održali 7. lipnja 2009., većinu u vijeću od osam članova ima Kršćansko-demokratska unija (CDU) dok po četiti člana otpada na Socijeldemokratsku stranku Njemačke (SPD), Slobodnu demokratsku stranku (FDP) i nezavisne predstavnike.
Gradonačelnik Kirchberga je Udo Kunz (CDU) dok su njegovi zamjenici Wolfgang Krämer (CDU), Werner Klockner (SPD) i Harald Wüllenweber (FWG) s time da Klockner nije član gradskog vijeća.

## Obrazovanje
U gradu postoje po jedna osnovna i srednja škola.

## Šport
Kirchberg ima otvoreni i zatvoreni bazen, dvorane za tenis i penjanje kao i sportski centar za mlade "Am Zug". Postoji i rukometni klub HSV Kirchberg 1974. Oko mjesta se nalazi biciklistička staza duga 14 km.

## Transport
Mjesto se nalazi na križanju dvije stare autoceste Trier-Kirchberg-Bingen-Mainz (danas Bundesstraße 50) i Mittelmosel-Nahe (now Bundesstraße 421). Od 1990. godine unutarnji dio Kirchberga je pošteđen teškog teretnog transporta na obilaznici B50. Također, 10 km istočno od grada nalazi se međunarodna zračna luka Frankfurt-Hahn.

## Poznate osobe
- Friedrich Karl von Tettenborn, (1778. – 1845.) - general konjice tijekom napoleonskih ratova i političar u Badenu.
- Karl Drais (1785. – 1851.) - izumitelj načela dvokotačnog bicikla i motocikla te tipkovnice za pisaći stroj. Od 1790. do 1794. je živio u Kirchbergu.
- Otto Back, (1834. – 1917.) - gradonačelnik Strasbourga.
- Nanny Lambrecht, (1868. – 1942.) - njemačka spisateljica.
- Klaus Schmittinger, (1950.) - njemački stolnotenisač.

## Grad partner
- Villeneuve-l'Archevêque, Francuska

## Vanjske poveznice
- Službene web stranice grada
- Kirchberg-hunsrueck.de
- Kirchberg im Hunsrück  Arhivirana inačica izvorne stranice od 6. srpnja 2011. (Wayback Machine)

|  | Portal Njemačke – Pristup člancima sa tematikom o Njemačkoj. |